# Der weiße Afrikaner
Der weiße Afrikaner ist ein zweiteiliges Drama des Regisseurs Martin Enlen aus dem Jahr 2004. In der Hauptrolle verkörpert Tim Bergmann den deutschstämmigen Hans Merensky, der zunächst in Südafrika aufwächst, dann nach Berlin zieht, wo er längere Zeit lebt, zum Geologen ausgebildet wird, um schließlich wieder in seiner ursprünglichen Heimat, Südafrika, anzukommen.

## Handlung
Der Film spielt am Ende des 19. Jahrhunderts. Im Jahre 1893 muss der deutschstämmige Hans Merensky, nachdem sein Vater in Südafrika einem Mord zum Opfer gefallen war, seine dortige Heimat verlassen. Von einer Offiziersfamilie in Berlin aufgenommen, wächst er dort gemeinsam mit den beiden Geschwistern Albrecht und Charlotte auf. Albrecht sieht in Hans den idealen Ehemann für seine Schwester Charlotte. Aber so richtig wohl fühlt sich Hans in Deutschland nicht, denn er muss immer an Südafrika, seine eigentliche Heimat, denken. Als er den Beruf des Geologen ergriffen hat, kehrt Hans, ungeachtet der Enttäuschung seiner Familie in Berlin, nach Südafrika zurück.
Dort angekommen begibt sich Hans auf die Suche nach Bodenschätzen und gerät dabei in eine Rivalität zu seinem einstigen Freund und Stiefbruder Albrecht, der, wie Hans, den Weg nach Südafrika nimmt. Erschwerend kommt der Umstand hinzu, dass beide dieselbe Frau, Rosa von Zülow, lieben und dadurch die Rivalität zwischen den beiden noch weiter verstärkt wird.

## Produktionsnotizen
Markus Gruber produzierte den Film für die D&D Film- und Fernsehproduktion GmbH (Berlin), in Co-Produktion mit dem WDR, dem SWR, der Degeto Film und der Philo Films (Ply) Ltd. in Zusammenarbeit mit der Industrial Development Corporation of South Africa Ltd.
Frantek Brandt assistierte Philipp Timme bei der Kameraführung und Su Proebster war für die Filmbauten verantwortlich. Der Arbeitstitel des Filmes während der Dreharbeiten lautete „Platinum“. Die Dreharbeiten fanden in Südafrika (Johannesburg, Pretoria und Kimberley), Wuppertal (Stadthalle) und Bochum (Eisenbahnmuseum) statt.

## Erscheinungstermine
Zuerst gezeigt wurde Der weiße Afrikaner auf dem Filmfest Hamburg am 28. September 2004. Seine Erstausstrahlung im Fernsehen fand am 3. und 4. November 2004 in der ARD statt. In Frankreich startete der Film am 10. September 2006, in Finnland am 1. Juli 2008.

## Kritiken
- Das Lexikon des internationalen Films beschreibt den Film als eine „[t]rivial-abenteuerliche (Fernseh-)Familiensage, angesiedelt zu Beginn des 20. Jahrhunderts.“[4]
- Der Kritiker des Hamburger Abendblatts äußerte sich folgendermaßen: „Ein opulent ausgestatteter, etwas altmodisch erzählter Schatz- und Liebesroman, Motto: Das Herz ist ein einsamer Jäger. Südafrika als geschönte Kolonialismus-Kulisse. Raubjahre weißer Herrenschicht als Edel-Kino.“[6]
- Ein mit den historischen Fakten vertrauter Fachmann, der zuletzt in Swakopmund lebende Erich Förtsch (1934–2008), seinerzeit Geologieprofessor an der Universität Pretoria,[7] notierte: „Der Film strotzt nur so von Unwahrheiten“ und resümierte, „aus dem reichhaltigen Leben des Alexander Merensky und seinem Sohn Hans wurde uns ein Schmarren vorgesetzt, für den sich die Produzenten und die ARD schämen sollten“.[8]